# 红色游击队员村
48°11′32″N 37°54′54″E / 48.19222°N 37.91500°E
红色游击队员村（俄语：Красный Партизан），法理上是位於乌克兰東部的村莊，由顿涅茨克州波克羅夫斯克區的奥切雷蒂内市镇負責管轄。

## 歷史
自2014年的顿巴斯战争，該村已被頓涅茨克人民共和國實際管轄。2016年，乌克兰将此地更名为贝特马诺韦（烏克蘭語：Бетманове），但实际控制者仍沿用旧名。截至2023年4月初，該村仍受俄方控制。

## 人口統計
根據 2001年烏克蘭人口普查，村民人口為913人，他們的母語分配如下：
- 乌克兰语：7.0%
- 俄语：92.9%
- 其他：0.1%